# Krabi (Provinz)
Krabi (Thai: จังหวัด กระบี่, Aussprache: [t͡ɕaŋwàt kràʔbìː]) ist eine Provinz (Changwat) in der Südregion von Thailand. Die Hauptstadt der Provinz heißt ebenfalls Krabi.

## Geographie
Krabi befindet sich etwa 800 Kilometer südlich von Bangkok.
Die waldreiche Provinz liegt an der Küste des Indischen Ozeans, der Andamanensee. Besonders bemerkenswert sind die zahlreichen Kalksteinkegel, die auf dem Land und aus dem Meer als kleine Inseln hervorragen. Kletterer aus aller Welt kommen hierher – insbesondere an den Strand von Rai Leh (Thai: อ่าวไร่เลย์) – um zu klettern.
Die Provinz Krabi weist bei einer Küstenlänge von 120 Kilometern 130 Inseln auf, die von Ko Hai im Süden bis zu Ko Chong Lad im Norden reichen. Die meisten Inseln sind mit den Fährschiffen vom Ao Nang Beach oder dem Fährhafen in Krabi Town zu erreichen. Zu den bereits erschlossenen gehören folgende:
- Ko Hong Archipel (หมู่เกาะห้อง),
- Ko Poda (เกาะปอดะ),
- Ko Si Boya (auch Ko Sri Bo Ya, เกาะศรีบอยา),
- Ko Cham (auch Ko Jum, เกาะจัม),
- Ko Yung (เกาะยุง),
- Ko Phi Phi (หมู่เกาะพีพี)
- Ko Lanta Yai und Ko Lanta Noi.

Die Küste und die Inseln wurden während des Tsunami am 26. Dezember 2004 schwer beschädigt.
Die Entfernung zur Hauptstadt Bangkok beträgt etwa 870 Kilometer, nach Phuket (von Krabi Town) ca. 175 Kilometer und nach Ko Lanta (Straße) ca. 80 Kilometer.
| Angrenzende Provinzen und Gebiete: | Angrenzende Provinzen und Gebiete: |
| ---------------------------------- | ---------------------------------- |
| Norden                             | Phang-nga und Surat Thani          |
| Osten                              | Nakhon Si Thammarat                |
| Süden                              | Trang und Küste zur Andamanensee   |
| Westen                             | Wasserlinie zu Phuket              |

### Klima
Das Klima ist tropisch-monsunal.

## Wirtschaft und Bedeutung
Neben dem Tourismus als Haupteinnahmequelle ist der Fischfang von Bedeutung, auch wird Landwirtschaft betrieben.

### Daten
Im Jahr 2008 betrug das Gross Provincial Product der Provinz 49.018 Millionen Baht.
```
Wirtschaftszweig      2006  2007  2008

Landwirtschaft        45,5  46,3  49,6   
Industrie              9,1  10,0   9,0  
Alle Angaben in %
[
2
]

Andere                45,4  43,7  41,4
```

Der Mindestlohn in der Provinz beträgt 184 Baht pro Tag (etwa 4 €).

### Landnutzung
Für die Provinz ist die folgende Landnutzung dokumentiert:
- Waldfläche: 615.401 Rai (384,6 km²), 20,9 % der Gesamtfläche
- Landwirtschaftlich genutzte Fläche: 1.795.487 Rai (1.122,5 km²), 61,0 % der Gesamtfläche
- Nicht klassifizierte Fläche: 531.487 Rai (332,2 km²), 18,1 % der Gesamtfläche

## Verkehr

### Flughafen
- Krabi Airport (KBV)

## Geschichte
Die Provinz Krabi wurde schon vor 25.000 bis 30.000 Jahren von Menschen bewohnt, die in Höhlen lebten. Die Grotte Lang Rongrien (entdeckt 1982), die 15 Kilometer von der Provinzhauptstadt entfernt liegt, könnte eine der ältesten menschlichen Siedlungen in Asien gewesen sein. Am Ende der letzten Eiszeit vor ungefähr 9000 Jahren ist der Meeresspiegel auf das jetzige Niveau angestiegen. Vor 2000 bis 3000 Jahren wurden Höhlenwände mit Zeichnungen von Menschen oder Tieren in ocker oder schwarzen Farben bemalt.
Erste schriftliche Zeugnisse gibt es bereits um 1200 v. Chr. vom Königreich von Ligor, als die Stadt Ban Thai Samor als Teil des Königreiches erwähnt wird.
Ab dem 5. Jahrhundert gab es bei Klong Thom einen Seehandelsposten, in dem Kaufleute aus aller Welt Waren tauschten.
In der modernen Geschichte wurde Krabi zunächst von Nakhon Si Thammarat aus regiert, auch nachdem Krabi 1872 den Status einer Stadt erhielt. Die Provinz wurde dann 1875 etabliert.

## Wappen
Das Wappen der Provinz Krabi zeigt zwei alte gekreuzte Schwerter (Krabi ist der Name eines alten thailändischen Schwerts), vor dem Indischen Ozean und dem Bergzug Phanom Bencha (Thai: พนมเบญจา), der mit 1397 Metern der höchste Berg der Provinz ist.
Der lokale Baum ist Thung Fa (Thai: ทุ้งฟ้า; Alstonia macrophylla).
Der Wahlspruch der Provinz Krabi lautet:
Krabi ist das Land der Kohle,

Fossile Muscheln sind seit alters aufgehäuft,

Die Stadt liegt zwischen Bergketten,

Schöne Bäche und Flüsse fließen ruhig,

Viele Inseln und Palmen am sandigen Strand,

bezaubert von der smaragdgrünen Andamanensee und der Unterseewelt,

Das Paradies der Phi Phi-Inseln erstaunt alle.

## Sehenswürdigkeiten

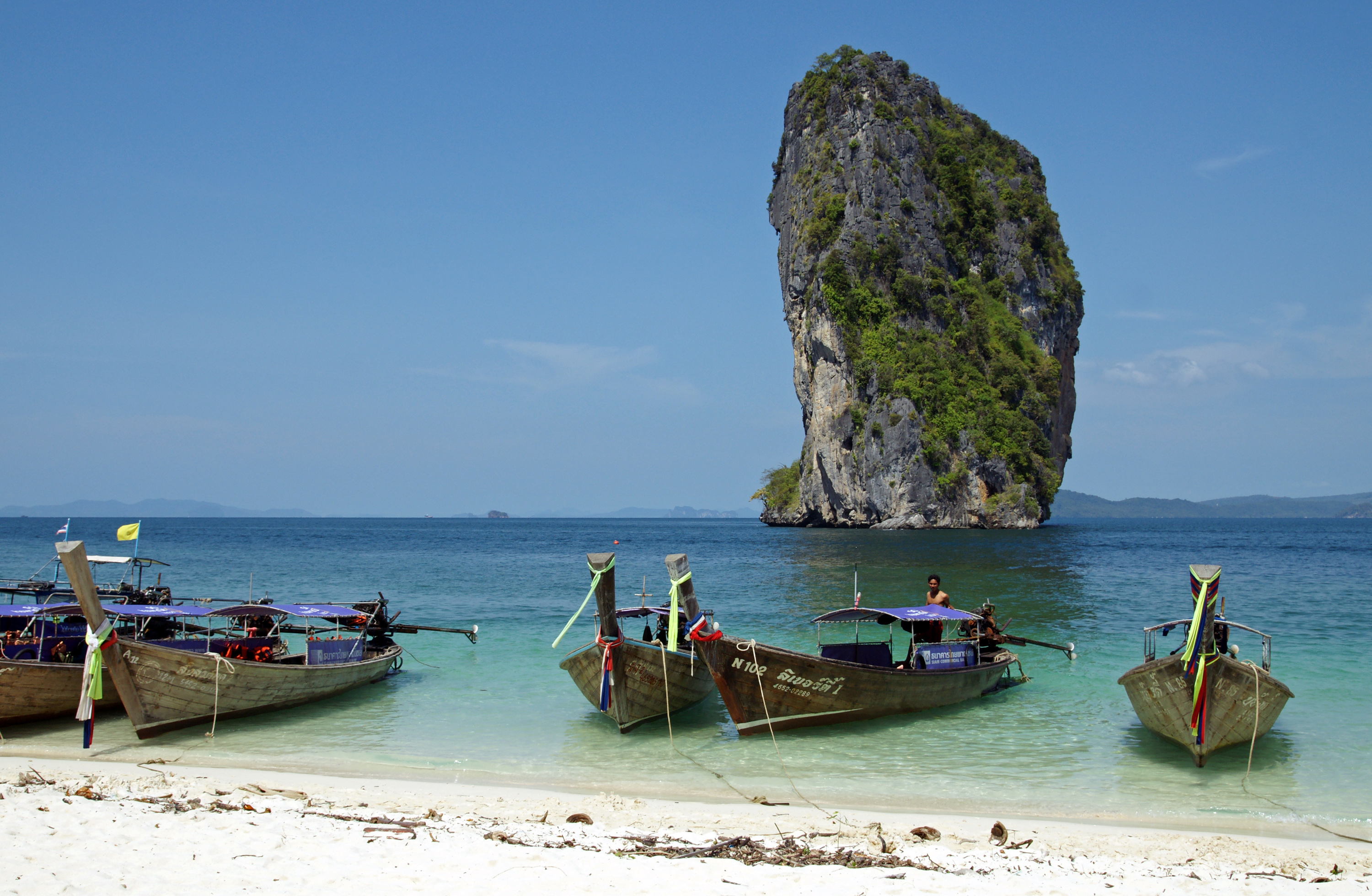
Poda island beach.

- Ko Phi Phi – Inselgruppe aus vielen kleineren Inseln, von denen Phi Phi Don die größte ist; Phi Phi Leh ist ganz in der Nähe gelegen und zeigt die so genannte Viking-Höhle und sehr hübsche Strände. Hier wurde auch der Film The Beach gedreht. Andere Inseln sind Ko Yung (Moskito Insel, เกาะยุง) und Ko Mai Phai (Bambus Insel, เกาะไม้ไผ่) mit Tauchmöglichkeiten und schönen Stränden.
- Suea-Höhle (Thai: ถ้ำเสือ) – nordwestlich von Krabi gelegene Höhle mit einem Meditationszentrum, Wat Tham Suea („Tigerhöhlen-Tempel“); der Name stammt von einem größeren Stalagmiten, der die Form eines Tigers hat.
- „Muschelfriedhof“ (สุสานหอย, Susan Hoi) – Ansammlung fossiler Muschelschalen am Meeresstrand etwa 20 km von Krabi; bei Flut wird das Gelände fast vollständig überspült
- Kanap-Nam-Berg (เขาขนาบน้ำ) – mit einer sehr schönen Tropfsteinhöhle
- Diamantenhöhle (ถ้ำเพชร) – am Ende des Strandes Nam Mao gelegen, eine große und dunkle Höhle mit mineralreichem Fels, der bei Beleuchtung funkelt wie ein Diamant

### Nationalparks
- Der Khao Phanom Bencha Nationalpark im Norden des Landkreises schützt die Wälder um den Phanom Bencha, der höchsten Erhebung der Provinz Krabi. In dem dicht bewaldeten Nationalpark gibt es zahlreiche Höhlen und Wasserfälle. In den Hügeln entspringt auch der Maenam Krabi (Krabi-Fluss), der in der Nähe der Kreishauptstadt Krabi in die Bucht von Phang Nga mündet. Sein Mündungsgebiet mit Mangrovenwäldern und Wattenmeer ist ein nach der Ramsar-Konvention geschütztes Feuchtgebiet.
- Der Hat Noppharat Thara – Mu Ko Phi Phi National Park erstreckt sich über ein großes Gebiet der Küste von Krabi und umfasst neben Ao Nang und Hat Nopharat Thara auch Railay.
- Than Bok Khorani Nationalpark – mit vielen und ausgedehnten Höhlensystemen
- Ko Lanta Meeres-Nationalpark – an der Südspitze von Krabi gelegen, mit Siedlungen der Moken.

### Weitere Reservate
- Khao-Nor-Chuchi-Wildreservat (auch Khao Pra-Bang Khram Wildlife Conservation Area genannt) – eines der letzten Flachland-Regenwälder Thailands, wo eine der seltensten Vogelarten, Gurney’s Pittas, heimisch sind.
- Thung-Taeo-Schutzwald – mit einer Lagune und schönem Wasserfall

## Verwaltungseinheiten

### Provinzverwaltung
Krabi ist in 8 Landkreise (Amphoe) eingeteilt, die wiederum in 53 Gemeinden (Tambon) und 374 Dörfer (Muban) unterteilt sind.
| \| Nr. \| Amphoe \| Thai \| \| --- \| ------------------- \| -------------- \| \| 1 \| Amphoe Mueang Krabi \| อำเภอเมืองกระบี่ \| \| 2 \| Amphoe Khao Phanom \| อำเภอเขาพนม \| \| 3 \| Amphoe Ko Lanta \| อำเภอเกาะลันตา \| \| 4 \| Amphoe Khlong Thom \| อำเภอคลองท่อม \| \| 5 \| Amphoe Ao Luek \| อำเภออ่าวลึก \| \| 6 \| Amphoe Plai Phraya \| อำเภอปลายพระยา \| \| 7 \| Amphoe Lam Thap \| อำเภอลำทับ \| \| 8 \| Amphoe Nuea Khlong \| อำเภอเหนือคลอง \| |                     |                |
| Nr. | Amphoe              | Thai           |
| 1 | Amphoe Mueang Krabi | อำเภอเมืองกระบี่  |
| 2 | Amphoe Khao Phanom  | อำเภอเขาพนม    |
| 3 | Amphoe Ko Lanta     | อำเภอเกาะลันตา  |
| 4 | Amphoe Khlong Thom  | อำเภอคลองท่อม   |
| 5 | Amphoe Ao Luek      | อำเภออ่าวลึก     |
| 6 | Amphoe Plai Phraya  | อำเภอปลายพระยา |
| 7 | Amphoe Lam Thap     | อำเภอลำทับ      |
| 8 | Amphoe Nuea Khlong  | อำเภอเหนือคลอง  |

### Lokalverwaltung
Für das ganze Gebiet der Provinz besteht eine Provinz-Verwaltungsorganisation (องค์การบริหารส่วนจังหวัด, kurz อบจ., Ongkan Borihan suan Changwat; englisch Provincial Administrative Organization, PAO).
In der Provinz gibt es eine Stadt (เทศบาลเมือง – Thesaban Mueang): Krabi (เทศบาลเมืองกระบี่), daneben gibt es 9 Kleinstädte (เทศบาลตำบล – Thesaban Tambon).